# Gerichtsbezirk Monfalcone
Der Gerichtsbezirk Monfalcone (slowenisch Tržič) war ein dem Bezirksgericht Monfalcone unterstehender Gerichtsbezirk in der Gefürsteten Grafschaft Görz und Gradisca.
Der Gerichtsbezirk umfasste Gebiete im heutigen Friaul (in den ehemaligen Provinzen Udine bzw. Gorizia) an der Staatsgrenze zu Slowenien und gehörte zum Bezirk Monfalcone. Nach dem Ersten Weltkrieg musste Österreich den gesamten Gerichtsbezirk an Italien abtreten.

## Geschichte
Der Gerichtsbezirk Monfalcone wurde um 1850 infolge der Auflösung der ursprünglichen Patrimonialgerichtsbarkeit in der Gefürsteten Grafschaft Görz und Gradisca sowie wie im gesamten Kaisertum Österreich geschaffen. Der Gerichtsbezirk unterstand dem für die gesamte Grafschaft zuständigen Landesgericht Görz, das wiederum dem Oberlandesgericht Triest, das am 1. Mai 1850 seine Tätigkeit aufnahm, unterstellt war. Auch nachdem Görz und Gradisca bzw. Triest sowie Istrien vom ursprünglichen Kronland Küstenland ihre Selbständigkeit als Kronland erlangten, blieb das Oberlandesgericht Triest die oberste Instanz für den Gerichtsbezirk Monfalcone.
Der Gerichtsbezirk Monfalcone bildete im Zuge der Trennung der politischen von der judikativen Verwaltung
ab 1868 gemeinsam mit den Gerichtsbezirken Cormons, Gradisca und Cervignano den Bezirk Gradisca, wobei die Gerichtsbezirke Cervignano und Monfalcone in der Folge als eigenständiger Bezirk Monfalcone abgespalten wurden.
Der Gerichtsbezirk wies 1910 eine Bevölkerung von 22.561 Personen auf, von denen 17.944 Italienisch als Umgangssprache angaben. Weiters lebten im Gerichtsbezirk 125 Deutschsprachige, 1.645 Slowenischsprachige und 2.847 Anderssprachige oder Staatsfremde.
Durch die Grenzbestimmungen des am 10. September 1919 abgeschlossenen Vertrages von Saint-Germain wurde der Gerichtsbezirk Monfalcone zur Gänze Italien zugeschlagen.

## Gerichtssprengel
Der Gerichtssprengel umfasste 1910 die neun Gemeinden Doberdò (Doberdob), Duino (Devin), Monfalcone (Tržič), Ronchi, San Canciano, San Pietro, Staranzano und Turriaco. Ursprünglich war auch die Gemeinde Opachiasella Teil des Gerichtsbezirks, diese wurde jedoch per 1. Oktober 1876 ausgeschieden und dem Gerichtsbezirk Görz zugewiesen.